# Corina Glaab
Corina Glaab (* 25. Mai 2000 in Breuberg) ist eine deutsche Volleyballnationalspielerin.

## Karriere
Glaab begann ihre Karriere beim TV Mömlingen. 2015 wechselte sie zu den Roten Raben Vilsbiburg. Dort spielte sie in der Saison 2015/16 mit der zweiten Mannschaft in der Zweiten Liga Süd. In der folgenden Saison kam sie mit einem Doppelspielrecht auch in der Bundesliga-Mannschaft der Vilsbiburger zum Einsatz, bevor sie 2017/18 wieder in der zweiten Mannschaft aktiv war. 2017 nahm die Zuspielerin mit den deutschen Juniorinnen an der Weltmeisterschaft in Argentinien teil. 2018 führte sie das Team als Kapitänin bei der U19-Europameisterschaft in Albanien. Seit 2018 gehörte sie zum Bundesliga-Team der Roten Raben.
Im Mai 2019 gab es beim Volley Masters in Montreux bei einem Spiel gegen die Schweiz ihr Debüt in der A-Nationalmannschaft. 2021 wechselte Glaab zum Ligakonkurrenten Schwarz-Weiss Erfurt. Mit Erfurt gab es im DVV-Pokal 2021/22 das Aus im Achtelfinale und den zehnten Rang in der Bundesliga-Hauptrunde. In der folgenden Saison erreichte der Verein das Pokal-Viertelfinale und erneut den zehnten Platz in der Bundesliga. Mit der Nationalmannschaft nahm sie an der Europameisterschaft 2023 teil.
Glaab wechselte anschließend zum Ligakonkurrenten Allianz MTV Stuttgart. Mit dem Verein gewann sie den DVV-Pokal 2023/24 und die deutsche Meisterschaft. Dann ging sie zum französischen Erstligisten Terville Florange OC. 2025 wurde Glaab vom Bundesligisten Ladies in Black Aachen verpflichtet.